# Pterorthochaetes brevis
Pterorthochaetes brevis là một loài bọ cánh cứng trong họ Hybosoridae. Loài này được Sharp miêu tả khoa học năm 1875.